# The Quantum Enigma
The Quantum Enigma je šesté studiové album nizozemské symfonic metalové kapely Epica. Album bylo vydáno 2. května 2014. Digipak edice alba obsahuje druhé CD s akustickými verzemi některých písniček kapely. V Earbook edici je bonusové CD s instrumentálními nahrávkami všech písniček alba.

## Seznam skladeb
1. Originem
2. The Second Stone
3. The Essence of Silence
4. Victims of Contingency
5. Sense Without Sanity - The Impervious Code
6. Unchain Utopia
7. The Fifth Guardian
8. Chemical Insomnia
9. Reverence - Living in the Heart
10. Omen - The Ghoulish Malady
11. Canvas of Life
12. Natural Corruption
13. The Quantum Enigma - Kingdom of Heaven Part II

Digipak edice
1. In All Conscience

### Bonusové CD
1. Canvas Of Life (akustická verze)
2. In All Conscience (akustická verze)
3. Dreamscape (akustická verze)
4. Natural Corruption (akustická verze)

## Obsazení
- Simone Simons – mezzosopránový zpěv
- Mark Jansen – kytara, growling, screaming
- Isaac Delahaye – kytara
- Coen Jansen – klávesy
- Rob van der Loo – basová kytara
- Ariën van Weesenbeek – bicí

### Hosté
- Komorní sbor
  - Dirigent – Maria van Nieukerken
  - Soprán – Alfrun Schmid, Frederique Klooster, Martha Bosch, Silvia da Silva Martinho, Annemieke Nuijten
  - Alt – Astrid Krause, Annette Stallinga, Annette Vermeulen, Karen Langendonk
  - Tenor – Daan Verlaan, Koert Braches, Ruben de Grauw
  - Bas – Andreas Goetze, Angus van Grevenbroek, Jan Douwes
- Epica's Sandlane String Session
  - Housle – Ben Mathot, Marleen Wester, Ian de Jong, Emma van der Schalie, Merel Jonker, Judith van Driel, Floortje Beljon, Loes Dooren, Vera van der Bie
  - Viola – Mark Mulder, Adriaan Breunis, Amber Hendriks
  - Violoncello – David Faber, Annie Tangberg, Jan Willem Troost, Thomas van Geelen
- Marcela Bovio – doprovodný ženský zpěv
- Daniël de Jongh – doprovodný mužský zpěv